# Jerusalem, Ohio
Jerusalem är en ort i Monroe County i delstaten Ohio, USA.